# Bernadette (film, 1988)
Pour les articles homonymes, voir Bernadette.
Série
La Passion de Bernadette
(1989)
Pour plus de détails, voir Fiche technique et Distribution.
Bernadette est un film franco-suisse réalisé par Jean Delannoy, sorti en 1988.
Il relate l'histoire des apparitions de l'Immaculada Concepcion à Bernadette Soubirous à Lourdes. Il sera suivi par La Passion de Bernadette en 1989.

## Synopsis
L'évocation de la vie de Bernadette Soubirous, aînée des quatre enfants d’une famille pauvre, qui, en 1858, à l'âge de quatorze ans, vit apparaître près de la grotte de Massabielle la Vierge Marie ou, selon ses propres termes, « une dame habillée de blanc, plus que belle ». Cette « dame en blanc » apparaîtra encore dix-sept fois à la jeune fille, ce qui provoquera de nombreuses polémiques et fit de Lourdes une capitale religieuse.

## Fiche technique
- Titre original : Bernadette
- Réalisation : Jean Delannoy
- Scénario : Jean Delannoy, Robert Arnaut
- Sociétés de production : Bernadette Associates International, Interport Holding S.A., Les Films de Étoile D'Or
- Société de distribution : Cannon France
- Pays de production :  France
- Format : couleur -  son stéréophonique -  1.66 : 11
- Genre : biographie, drame
- Durée : 119 minutes
- Dates de sortie : 
  - France : 17 février 1988
  - États-Unis :	24 mars 1989

## Distribution
- Sydney Penny : Bernadette Soubirous
- Jean-Marc Bory : l'abbé Peyramale
- Michèle Simonnet : Louise Soubirous
- Roland Lesaffre : François Soubirous
- Bernard Dhéran : le docteur Dozous
- François Dalou : le commissaire Jacomet
- Stephane Garcin : le jeune meunier Nicolau
- Arlette Didier : Mme Milhet
- Beata Tyszkiewicz : Mme Pailhasson
- Michel Duchaussoy : Napoléon III
- Frank David : te receveur d'Estrade
- Jean Davy : Monseigneur Laurence Bernard
- Bernard Cazassus : le cafetier Duran
- Elisabeth Kaza : la mère Vauzou
- Henri Poirier : le maire Lacade
- Bérangère Jean : Eugénie Troy
- Jean Champion : un chanoine
- Alain Flick : un chanoine
- Amélie Gonin : une novice
- Jean-Marie Bernicat : M. Pailhasson
- Philippe Brigaud : le docteur Balencie
- Claude Buchwald : tante Bernarde
- Alain Christie[1] : le garde-champêtre Callet
- André Dumas : le docteur Lacrampe
- Jean-Michel Farcy : Carrier Bourriette
- Gilles Gaston-Dreyfus : l'abbé Ader
- Florence Rougé : Fanny Paquet
- Marie-Brigitte Andreï : l'impératrice Eugénie
- Katia Sourzac : [rôle à préciser]